# Max Forti
Max Forti é um escultor italiano nascido em Veneza em 1937 tendo a maioria do seu trabalho em belíssimas esculturas em bronze.
As esculturas aparecem no livro de Título Max Forti: esculturas : sculptures : sculptures escrito por Mário Margutti, Judith Grevan, ISBN 9788570910042